# Masahiro Endo
Masahiro Endo (遠藤 昌浩, Endo Masahiro, Tokio, 15 augustus 1970) is een Japans voormalig voetballer die als verdediger speelde.

## Japans voetbalelftal
Masahiro Endo debuteerde in 1994 in het Japans nationaal elftal en speelde 8 interlands. Hij was de eerste Japanse voetballer in de Belgische competitie.

## Statistieken
| Japans voetbalelftal | Japans voetbalelftal | Japans voetbalelftal |
| Jaar                 | Wed.                 | Dlp.                 |
| -------------------- | -------------------- | -------------------- |
| 1994                 | 8                    | 0                    |
| Totaal               | 8                    | 0                    |